# Leiurus
Leiurus je rod velkých pouštních štírů se silným jedem. Donedávna byl pokládán za monotypický s jediným druhem L. quinquestriatus, ale roku 2002 byl popsán L. jordanensis, roku 2006 L. savanicola a v roce 2007 L. nasheri.

## Druhy
- Leiurus jordanensis Lourenço, Modry & Amr, 2002
- Leiurus quinquestriatus (Ehrenberg, 1828)
- Leiurus savanicola Lourenço, Qi & Cloudsley-Thompson, 2006
- Leiurus nasheri Kovařík, 2007